# Жуков, Александр Петрович (Герой Советского Союза)
Александр Петрович Жуков (1915-1943) — капитан Рабоче-крестьянской Красной Армии, участник Великой Отечественной войны, Герой Советского Союза (1944).

## Биография
Родился в 1915 году в деревне Алексеевское (ныне — Рыбинский район Ярославской области). Получил неполное среднее образование, окончил курсы счётных работников, после чего работал счетоводом Семенниковского сельского совета. В 1937 году был призван на службу в Рабоче-крестьянскую Красную Армию. Участвовал в советско-финской войне. С октября 1941 года — на фронтах Великой Отечественной войны. Неоднократно забрасывался в немецкий тыл для выполнения особых заданий. В боях три раза был ранен. В 1942 году окончил курсы командиров миномётных рот и курсы «Выстрел». К июлю 1943 года гвардии капитан Александр Жуков командовал батальоном 9-го гвардейского воздушно-десантного полка 4-й гвардейской воздушно-десантной дивизии 13-й армии Центрального фронта. Отличился во время Курской битвы.
9-10 июля 1943 года вместе со своим батальоном участвовал в обороне станции Поныри Курской области. Противник атаковал силами 50 танков и двух батальонов пехоты, ему удалось захватить северо-западную окраину станции и начать продвижение к её центру. Батальон под командованием Александра Жукова занял оборону в южной части станции. Вечером 9 июля поднял своих бойцов в атаку, сам шёл впереди. Немецкие части были отброшены со станции и понесли большие потери. В этом бою получил ранение в руку, но не покинул строя. Ночью того же дня противник предпринял очередную контратаку, но батальон отбил и её, уничтожив 2 немецких танка. Когда на рассвете удар по позициям батальона нанесла немецкая авиация, бойцам Александра Жукова удалось сбить 2 самолёта противника. 10 июля в бою получил тяжёлое ранение, но продолжал сражаться. Попав с группой бойцов в окружение, продолжал сражаться, пока не погиб. 
Похоронен в посёлке Поныри.
Указом Президиума Верховного Совета СССР «О присвоении звания Героя Советского Союза генералам, офицерскому, сержантскому и рядовому составу Красной Армии» от 10 января 1944 года за «образцовое выполнение боевых заданий командования на фронте борьбы с немецко-фашистскими захватчиками и проявленные при этом отвагу и геройство» был удостоен посмертно высокого звания Героя Советского Союза. Также посмертно был награждён орденом Ленина.